# Alcea sophiae
Alcea sophiae är en malvaväxtart som beskrevs av Modest Mikhaĭlovich Iljin. Alcea sophiae ingår i släktet stockrosor, och familjen malvaväxter. Inga underarter finns listade i Catalogue of Life.